# Steak

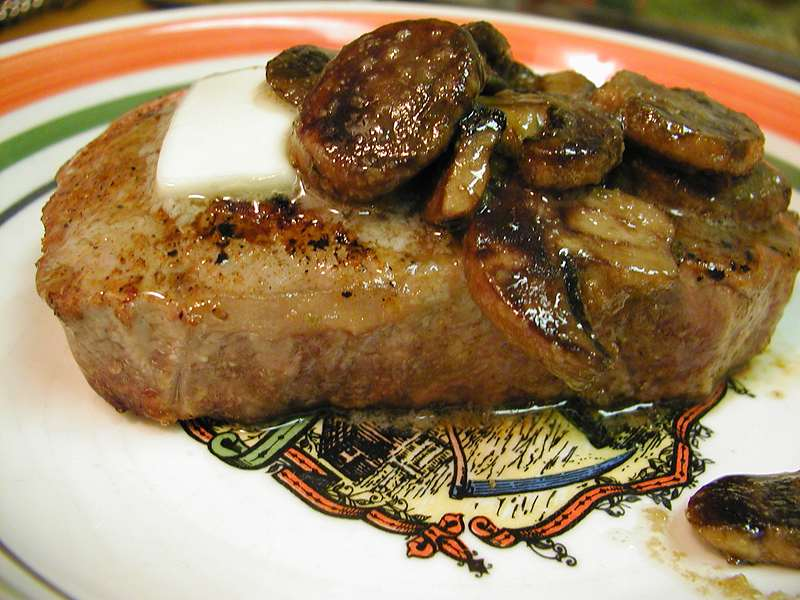
Steak servírovaný s trochou másla a hub.

Steak či stejk je plátek masa ukrojený přes vlákna z většího kusu masa, obvykle hovězího (biftek) nebo obecně červeného. Steaky se obvykle upravují grilováním nebo pečením na pánvi. Protože se připravují rychle, s použitím suchého tepla a podávají se v celku, jsou použity vždy nejlepší části zvířete.
Ke steaku se obvykle podávají jako příloha nejčastěji brambory, ale někdy také rýže, těstoviny či fazole a také se někdy přidává zeleninová obloha. Známá je také například ozdoba z vařeného humřího ocasu („surf and turf“). Ke konzumaci steaků jsou určeny speciální masivnější příbory s ostřejším nožem. Restaurace specializovaná na přípravu tohoto pokrmu se nazývá steakhouse.

## Stupně pečení

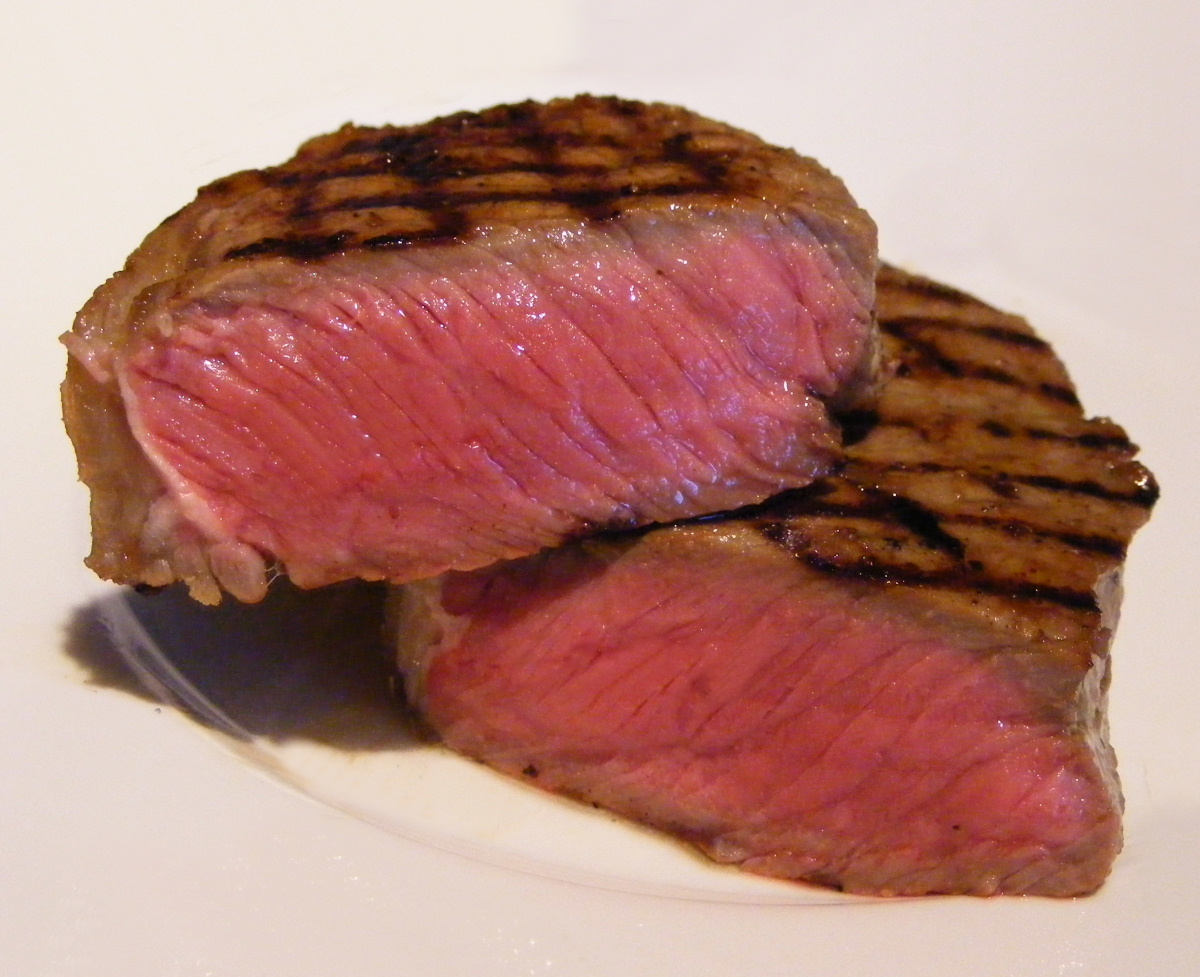
Steak pečený rare

Délka a stupeň propečení steaku závisí na osobní preferenci. Čím kratší dobu je steak připravován, tím šťavnatější, jemnější a krvavější je maso. Delší doba přípravy na druhou stranu znamená menší obavy z případných chorob. Časem se vyvinula stupnice steaků dle propečení od lehce opečeného po plně propečený:
| Název               | Popis | Doba pečení                    | Teplota středu |
| ------------------- | --- | ------------------------------ | -------------- |
| Raw                 | Syrový, nepečený. Kromě speciálních pokrmů, které ale nejsou skutečnými steaky, (např. tatarský biftek či carpaccio), se steaky takto nepodávají.                                               | 0                              | -              |
| Blue rare/very rare | Velmi jemně propečený. Peče se při hodně prudké teplotě po velmi krátkou dobu. Střed je tmavě červenofialový, studený, lepkavý; opečení okrajů je zhruba 1-3 mm silné. Steak je mírně šťavnatý. | cca 30 sekund z každé strany   | 43 – 49 °C     |
| Rare                | Jemně propečený. Okraj steaku je více propečený, silnější, a začíná začíná zbarvovat do hněda; uvnitř je stále zbarvený do červena. Steak je šťavnatý.                                          | cca 2 minuty z každé strany.   | 49 – 54 °C     |
| Medium rare         | Středně propečený. Střed je jasně červený až růžový, teplý a měkký; postupně se směrem k okraji mění do hnědé barvy. Steak je velmi šťavnatý.                                                   | cca 3 minuty z každé strany.   | 54 – 57 °C     |
| Medium              | Více propečený. Barva řezu je již téměř celá hnědá (až do šeda), avšak střed steaku stále zůstává narůžovělý a poddajný. Steak je lehce šťavnatý.                                               | cca 4 minuty z každé strany    | 57 – 63 °C     |
| Medium well         | Téměř plně propečený. Maso už je téměř celé hnědé, avšak uvnitř by stále měly být náznaky růžového středu. Šťavnatost se vytrácí.                                                               | cca 4,5 minuty z každé strany  | 63 – 68 °C     |
| Well done           | Plně propečený. Zcela do hnědé barvy, střed je šedohnědý. Steak není šťavnatý. | 5 a více minut z každé strany. | > 70 °C        |

| Anglicky             | Francouzsky      | Německy         |
| -------------------- | ---------------- | --------------- |
| raw                  | cru              | roh             |
| blue rare, very rare | bleu             | blau            |
| rare                 | saignant         | blutig          |
| medium rare          | —                | englisch        |
| medium               | à point, anglais | medium, rosa    |
| medium well-done     | demi-anglais     | halbrosa        |
| well-done            | bien cuit        | durch(gebraten) |

V některých oblastech severní Ameriky existuje speciální „Chicago-style steak“, který je připraven na požadovaný stupeň propečení a poté rychle povrchově „připálen“. V některých oblastech se mu také říká „Pittsburgh“.[zdroj?]

## Typy hovězích steaků

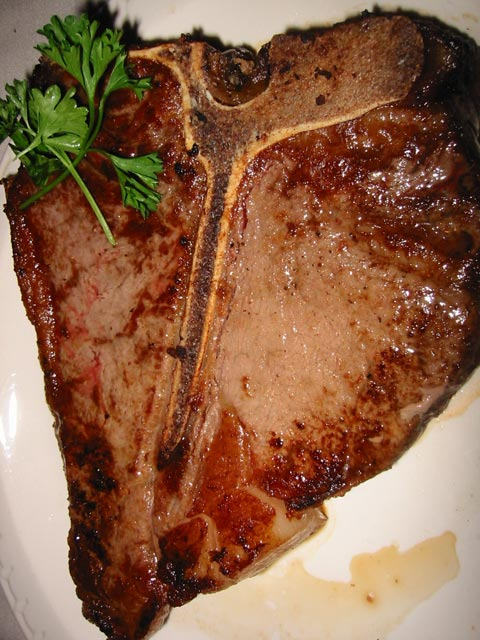
T-bone steak

- Filet mignon – Malý kousek pravé svíčkové.
- Flank steak – Steak ze spodní strany zvířete. Není tak šťavnatý jako steaky z žeber nebo zad.
- Flat iron steak – Z lopatky.
- Chateaubriand steak – způsob úpravy steaku.
- Rib eye steak – hovězí steak z vysokého roštěnce. Je považován[kým?] jako jeden z nejlepších a nejšťavnatějších druhů steaku.
- Rump steak – steak z květové špičky.
- T-bone steak a porterhouse – jemné maso ze zad zvířete s kostí tvaru písmene T.
- Sirlon steak - steak z nízkého roštěnce.

## Průměrný obsah látek a minerálů
Tabulka udává dlouhodobě průměrný obsah živin, prvků, vitamínů a dalších nutričních parametrů zjištěných v hovězím steaku.
| Složka          | Průměrný obsah (na 100 g) | Prvek | Průměrný obsah (mg/100 g) | Složka      | Průměrný obsah (mg/100g) |
| --------------- | ------------------------- | ----- | ------------------------- | ----------- | ------------------------ |
| Voda            | 55,5 g                    | Na    | 62                        | Vitamín C   | 0                        |
| Bílkoviny       | 34,4 g                    | K     | 340                       | Vitamín D   | 0,0008                   |
| Tuky            | 9,7 g                     | Ca    | 8                         | Vitamín E   | 0,02                     |
| Cukry           | 0 g                       | Mg    | 23                        | Vitamín B6  | 0,34                     |
| Celkový dusík   | 5,50 g                    | P     | 220                       | Vitamín B12 | 0,003                    |
| Vláknina        | 0 g                       | Fe    | 2,7                       | Karoten     | 0,008                    |
| Mastné kyseliny | 9,2 g                     | Cu    | stopy                     | Thiamin     | 0,05                     |
| Cholesterol     | 100 mg                    | Zn    | 9,5                       | Riboflavin  | 0,26                     |
| Selen           | 0,011 mg                  | I     | 0,015                     | Niacin      | 5,2                      |
| Energie         | 750 kJ                    | Mn    | stopy                     | Cl          | 62                       |